# Ерёмин, Василий Васильевич (политик)
Василий Васильевич Ерёмин (род. 14 августа 1955, Орловская область, СССР) — советский и российский государственный деятель. С мая 2008 по февраль 2010 года исполнял обязанности мэра города Орла.

## Биография
Родился 14 августа 1955 года в селе Большая Чернь Болховского района Орловской области.
Окончил Орловский Государственный педагогический институт по специальности «физика» и Орловскую региональную академию государственной службы по специальности «менеджмент организации».
Первоначально работал учителем физики в сельской школе, затем работал инженером на радиоламповом заводе им. 60-летия Октября.
В 1981—1988 годах Ерёмин находился на комсомольской работе.
С 1985 по 1988 год — первый секретарь Орловского Горкома ВЛКСМ.
С 1988 года работал на орловских предприятиях: заместителем директора завода им. 60-летия Октября, первым заместителем генерального директора ОАО «Орелстрой».
С 2002 по 2006 год — первый заместитель директора ООО «Маслово». Неоднократно избирался депутатом районного и городского Советов народных депутатов.
С марта 2006 года — первый заместитель главы администрации Орла.
С мая 2008 года по февраль 2010 год — исполнял обязанности мэра города Орла.
В 2010—2011 годах — заместитель губернатора Орловской области А. П. Козлова. В апреле 2011 года был отправлен в отставку.
Мастер спорта по лёгкой атлетике. Дважды входил в состав 50-ти сильнейших легкоатлетов СССР.
Женат, имеет двоих детей.

## Уголовное дело
В феврале 2011 года было возбуждено уголовное дело в отношении заместителя губернатора Орловской области Василия Ерёмина, подозреваемого в злоупотреблении должностными полномочиями в период исполнения обязанностей мэра Орла. Ему инкриминировалась незаконная передача в аренду структурам «Газпрома» имущества муниципального ОАО «Орелгортеплоэнерго». Судебный процесс длился более полугода. В мае 2013 года Советский районный суд вынес оправдательный приговор. В августе того же года Орловский областной суд признал законным приговор районного суда.